# Epístola ao Filho do Lobo
A Epístola ao Filho do Lobo é o último grande trabalho de Bahá'u'lláh, fundador da Fé Bahá'í, antes de morrer em 1892. Trata-se de uma carta escrita para um muçulmano clérigo, um oponente violento dos Bahá'ís, que com seu pai (chamado por Bahá'u'lláh como "Lobo"), também um clérigo muçulmano, executou grande número de Bahá'ís.